# In der Masch
Das Gebiet In der Masch ist ein 2002 durch das Regierungspräsidium Detmold ausgewiesenes Naturschutzgebiet (NSG-Nummer LIP–042) im Westen der nordrhein-westfälischen Stadt Bad Salzuflen im Kreis Lippe in Deutschland.

## Lage
Das rund 23 Hektar große Naturschutzgebiet In der Masch erstreckt sich westlich der Bad Salzufler Innenstadt zwischen der Bahnstrecke Herford–Himmighausen im Norden und der Ziegelstraße im Süden.

## Beschreibung
Als Masch bezeichnet man heute eine nacheiszeitlich entstandene geomorphologische Landform im Gebiet der nordwestdeutschen Küsten und Flüsse sowie vergleichbare Landformen weltweit. Es wird zwischen Seemarschen, Moormarschen, Flussmarschen, Flussauen, Salzwiesen, Taigawiesen, trockengelegten Seen (Polder) und Lagunen (bzw. Haffs und Limane) unterschieden.
Das Schutzgebiet In der Masch wird als strukturreicher Biotopkomplex am Rand der Werreniederung mit vorherrschenden, zusammenhängenden frischen, teils feuchten Glatthaferwiesen, die im westlichen Teil durch jüngere Heckenstrukturen kleinräumig gegliedert werden, beschrieben.
Das Gebiet gilt aufgrund seines Strukturreichtums und der großen zusammenhängenden Wiesenflächen, die in diesem Umfang in der Werreaue nur noch selten anzutreffen sind, als besonders wertvoll.

## Schutzzweck
Wesentlicher Schutzzweck ist die Erhaltung und Optimierung eines Biotopkomplexes in einer Flussniederung mit Resten auentypischer Strukturen und Biotopen
wie ausgedehnten Grünlandflächen und Stillgewässern.

## Biotoptypen
Im Naturschutzgebiet In der Masch können die Biotoptypen „Brachgefallene Fettwiese“, „Brachgefallenes Nass- und Feuchtgrünland“, „Fettwiese in Flachlandausbildung“, „Gebüsch bzw. Strauchgruppe“, „Hecke“, „Teich“ sowie „Ufergehölz“ angetroffen werden.

## Flora und Fauna

### Flora
Aus der schützenswerten Flora sind folgende Arten (Auswahl) zu nennen:
Asternartige

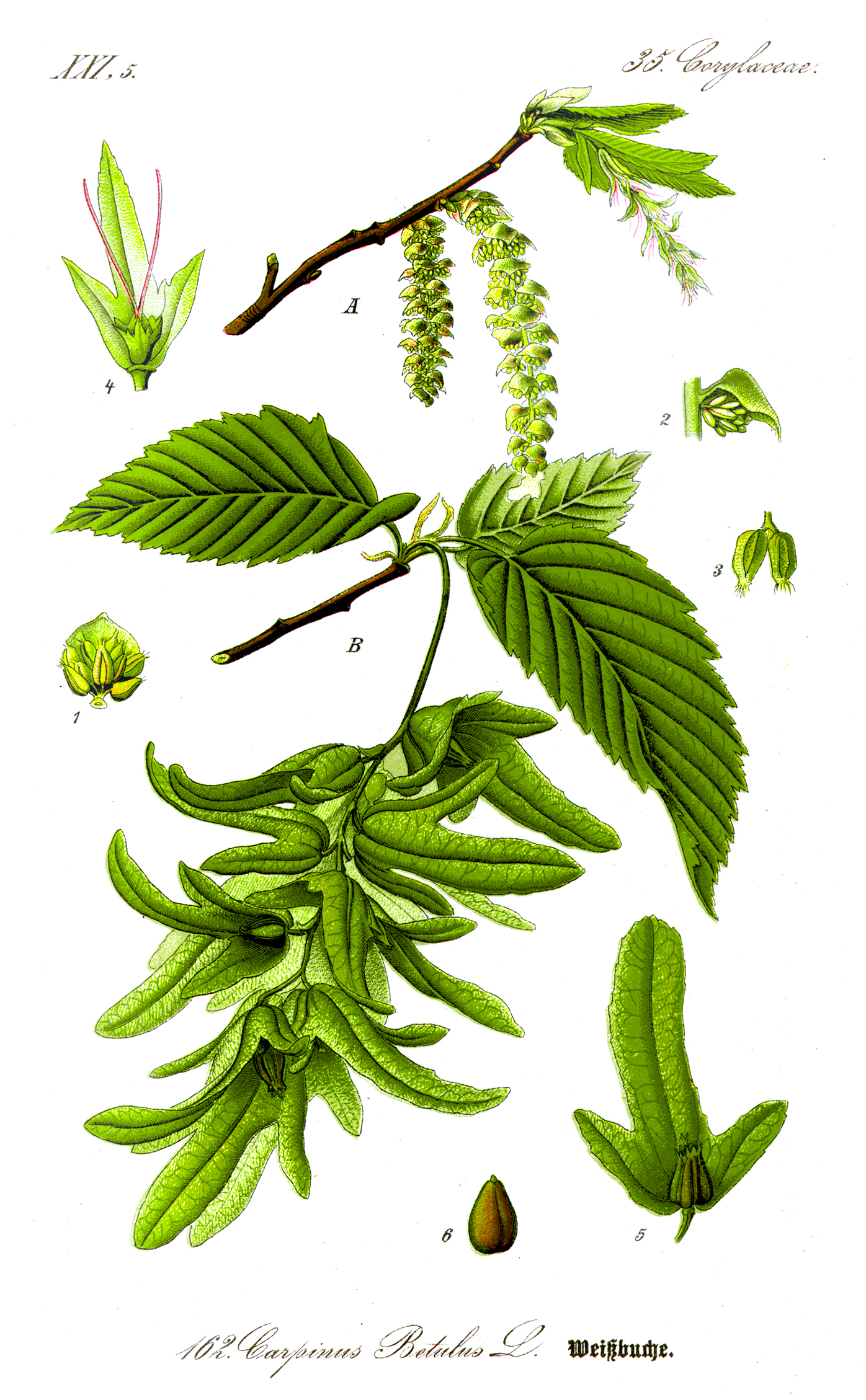
Hainbuche

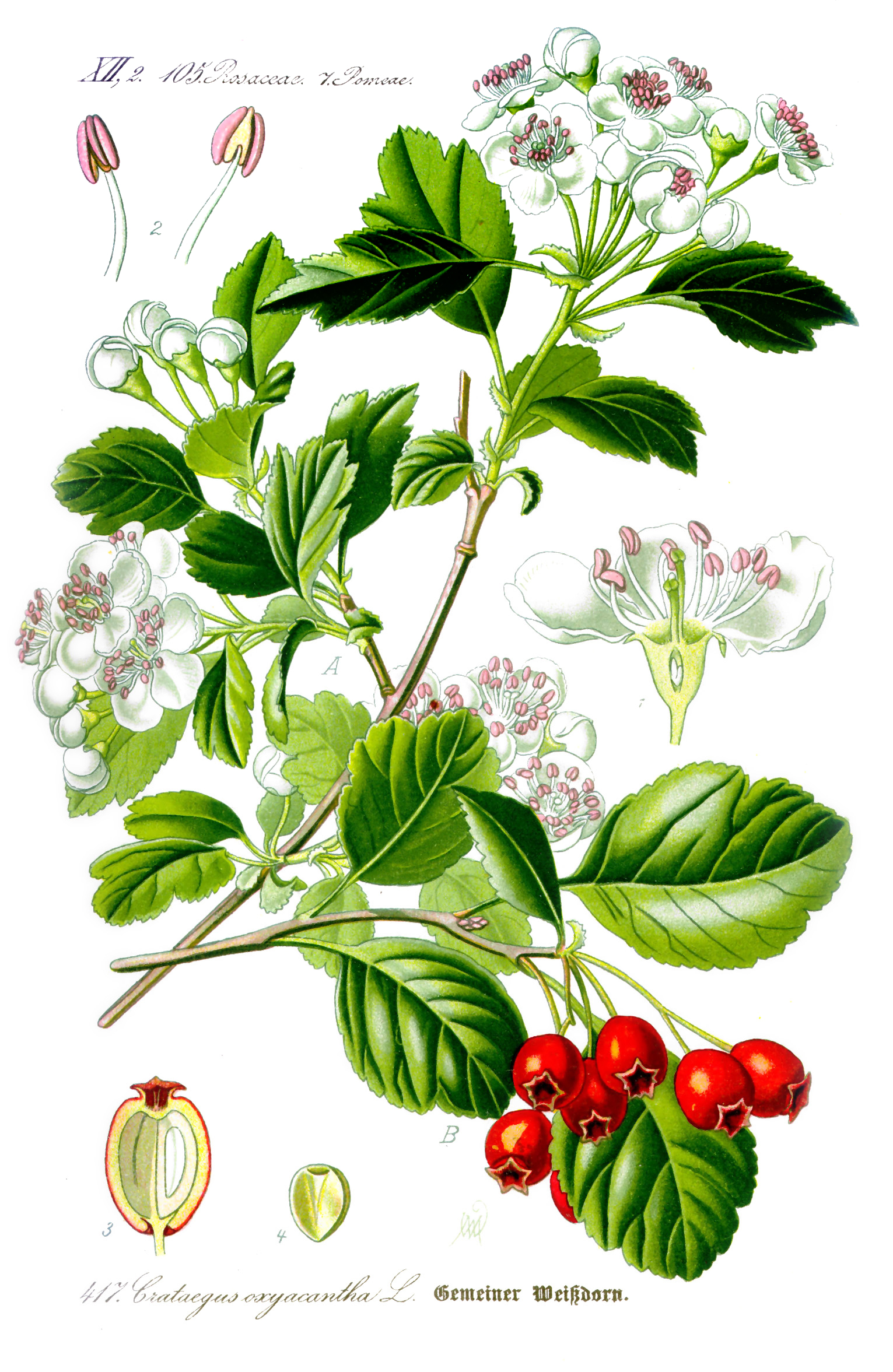
Zweigriffeliger Weißdorn

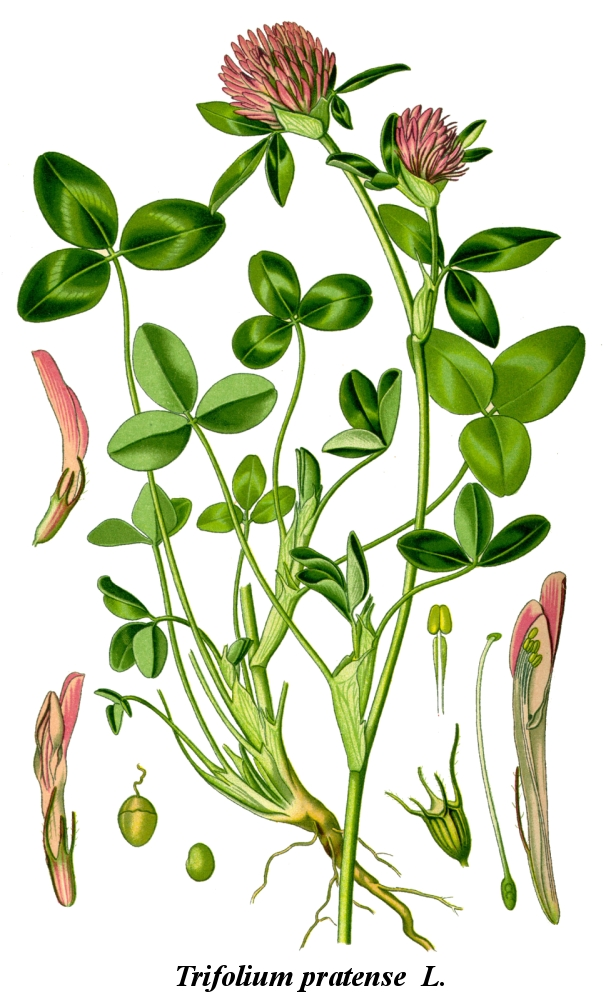
Wiesenklee

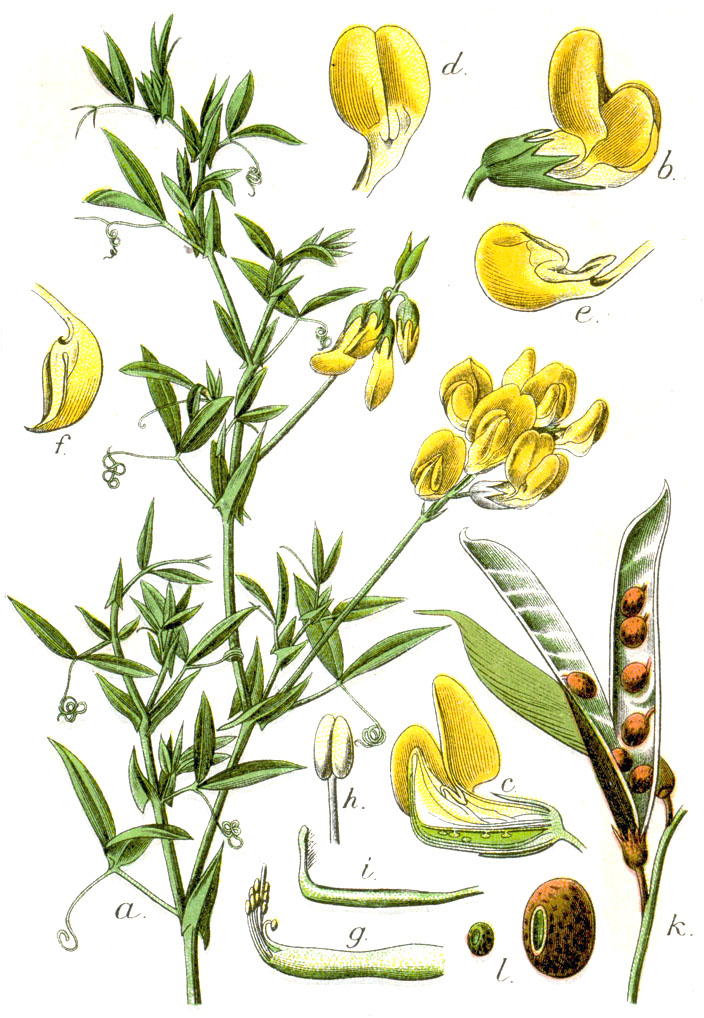
Wiesen-Platterbse

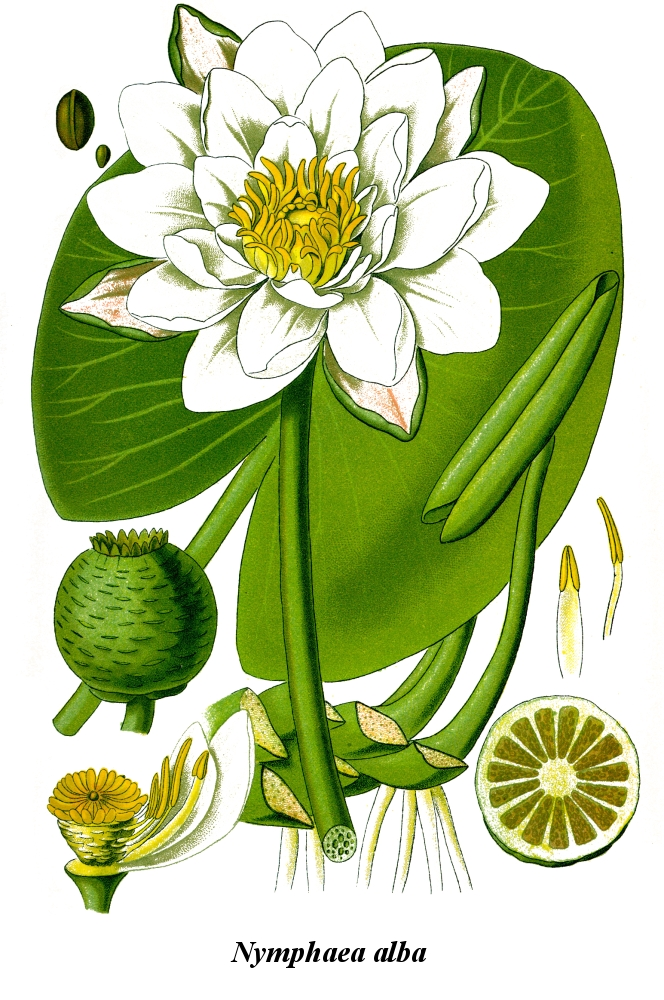
Weiße Seerose

- Acker-Glockenblume (Campanula rapunculoides)
- Gemeine Schafgarbe oder „Gewöhnliche Schafgarbe“ (Achillea millefolium)

Buchenartige
- (Gemeine) Hainbuche (Carpinus betulus)
- Stieleiche (Quercus robur)

Doldenblütlerartige
- Wilde Möhre (Daucus carota subsp. carota)

Enzianartige
- Wiesen-Labkraut (Galium mollugo)

Froschlöffelartige
- Schwanenblume (Butomus umbellatus)
- Schwimmendes Laichkraut (Potamogeton natans)

Hartriegelartige
- Roter Hartriegel, „Rotes Beinholz“, „Hundsbeere“ oder „Roter Hornstrauch“ (Cornus sanguinea)

Heidekrautartige
- Pfennigkraut (Lysimachia nummularia)

Kardenartige
- Schwarzer Holunder (Sambucus nigra)

Lippenblütlerartige
- Acker-Minze oder „Kornminze“ (Mentha arvensis)
- Sumpf-Helmkraut (Scutellaria galericulata L.)
- Ufer-Wolfstrapp oder „Gemeiner Wolfstrapp“ (Lycopus europaeus)
- Wasserminze (Mentha aquatica)

Malpighienartige
- Asch-Weide (Salix cinerea)
- Bruch-Weide (Salix fragilis)
- Echtes Johanniskraut (Hypericum perforatum)
- Korb-Weide (Salix viminalis)
- Ohr-Weide, „Öhrchen-Weide“ oder „Salbei-Weide“ (Salix aurita)
- Salweide (Salix caprea)
- Silber-Weide (Salix alba)

Nachtschattenartige
- Bittersüßer Nachtschatten (Solanum dulcamara)

Rosenartige
- Echtes Mädesüß (Filipendula ulmaria)
- Eingriffeliger Weißdorn oder „Hagedorn“ (Crataegus monogyna)
- Gänsefingerkraut (Potentilla anserina)
- Zweigriffeliger Weißdorn (Crataegus laevigata)

Schmetterlingsblütenartige
- Sumpf-Hornklee (Lotus pedunculatus)
- Viersamige Wicke (Vicia tetrasperma)
- Vogel-Wicke (Vicia cracca)
- Wiesenklee oder „Rotklee“ (Trifolium pratense)
- Wiesen-Platterbse (Lathyrus pratensis)

Seerosenartige
- Weiße Seerose (Nymphaea alba)

Spargelartige
- Sumpf-Schwertlilie (Iris pseudacorus)

Süßgrasartige
- Behaarte Segge (Carex hirta)
- Breitblättriger Rohrkolben (Typha latifolia)
- Gewöhnlicher Rot-Schwingel (Festuca rubra)
- Rasen-Schmiele (Deschampsia cespitosa)
- Scheinzypergras-Segge (Carex pseudocyperus)
- Schmalblättriger Rohrkolben (Typha angustifolia)
- Stachel-Segge (Carex spicata)
- Wiesen-Fuchsschwanz (Alopecurus pratensis)
- Wolliges Honiggras (Holcus lanatus)
- Zarte Binse (Juncus tenuis)

## Siehe auch

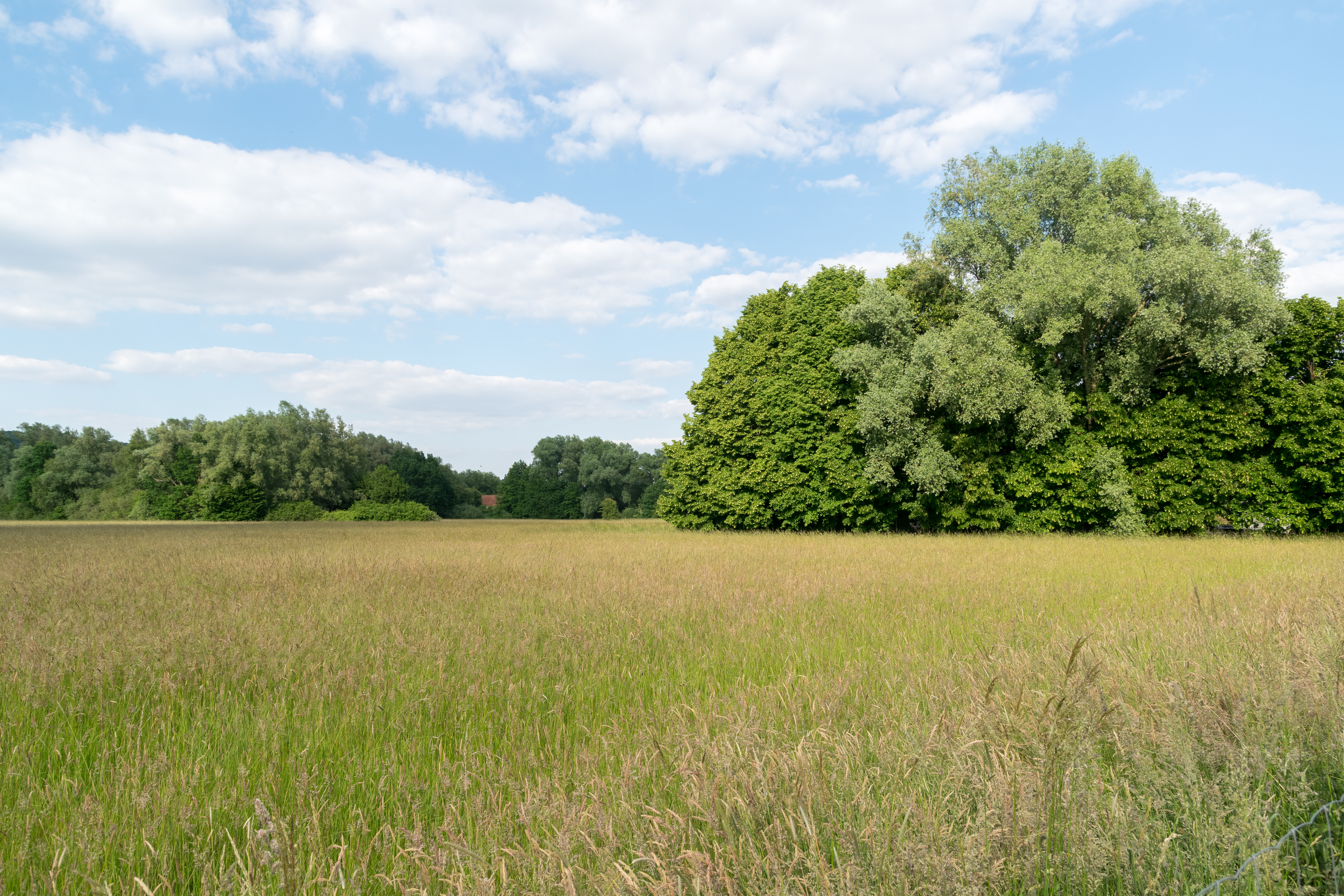
Süßgraswiese in der Masch

### Grenzsteine
Entlang der ehemaligen Grenze des Fürstent(h)ums Lippe zum Freistaat Preußen bzw. der Grafschaft Ravensberg stehen rund 50 Landesgrenzsteine, die als Baudenkmale in die Denkmallisten von Bad Salzuflen, Herford und Vlotho eingetragen worden sind. In der Masch sind noch zwei Grenzsteine vorhanden:
- () Stein 2: Rechteckstein mit gewölbtem Kopf, 55 × 40 × 8 cm; zeigt Lippische Rose und Preußischen Adler
- () Stein 5: Rechteckstein mit gewölbtem Kopf; zeigt Jahreszahl „1800“, Lippische Rose und Preußischen Adler